# Taylor Ortega

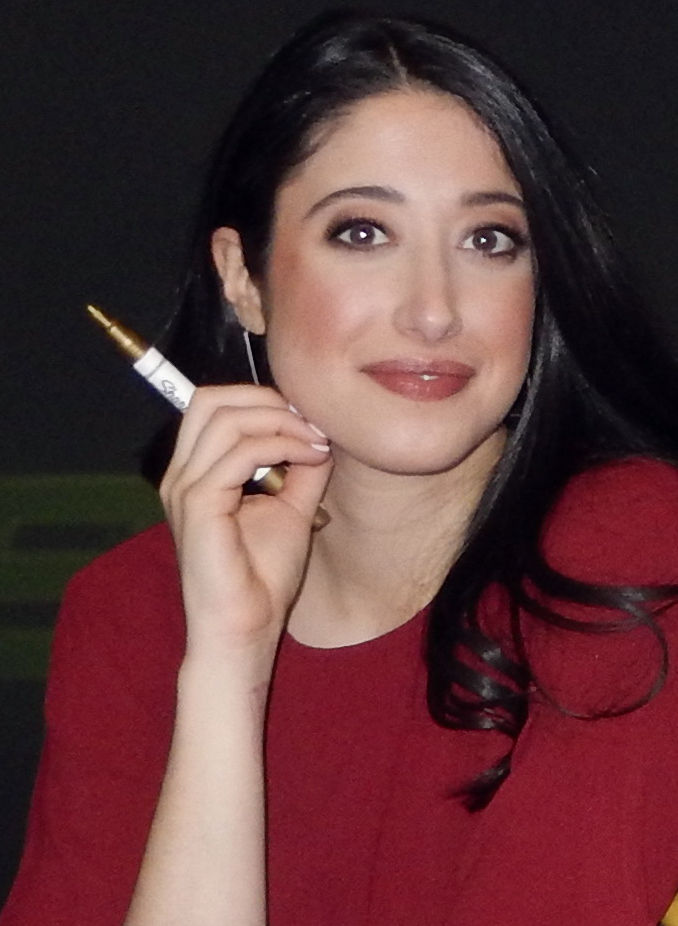
Taylor Ortega, 2019

Taylor Ortega (* 26. Mai 1989 in Cranbury Township, Middlesex County, New Jersey) ist eine US-amerikanische Schauspielerin und Komikerin.

## Leben
Die in New York City lebende Ortega arbeitete als Autorin am Neustart von MTV Total Request Live sowie als Unterhaltungsjournalistin für die Magazine Elite Daily und Cosmopolitan. Als Komikerin hatte sie Fernsehauftritten in Sendungen wie PITtv, Rachel Dratch's Late Night Snack oder Shop Talk.
Ihre ersten Erfahrungen in der Filmindustrie sammelte sie in der Fernsehserie Seeking Sublet im Jahr 2014. Größere Bekanntheit erlangte Ortega durch ihre Rolle der Shego in dem Film Kim Possible aus dem Jahr 2019. Die gleiche Rolle übernahm sie nochmals in einer Episode der Mini-Fernsehserie Kim Hushable.

## Filmografie
- 2014: Seeking Sublet (Fernsehserie)
- 2017: JonTron (Fernsehserie, Episode 3x21)
- 2017: Turyn Goes to the Club (Kurzfilm)
- 2018: Succession (Fernsehserie, Episode 1x05)
- 2018: Dollar Store Therapist (Fernsehserie, Episode 2x04)
- 2019: Kim Possible
- 2019: Kim Hushable (Mini-Fernsehserie, Episode 1x02)
- 2021: After Yang
- 2022: Welcome to Flatch (Fernsehserie)
- 2025: Nur noch ein kleiner Gefallen (Another Simple Favor)